# 三津田信三
三津田 信三（みつだ しんぞう），日本小说家，奈良县出身。

## 生涯
三津田信三小時候曾閱讀江戶川亂步「少年偵探」系列與朱爾·凡爾納青年文學、卡斯頓·勒胡『黃色房間的秘密』與艾倫·亞歷山大·米恩『紅屋之謎』，中學時期熱中閱讀阿嘉莎·克莉絲蒂、約翰·狄克森·卡爾、范·達因、艾勒里·昆恩等本格推理小說。大学時期對於恐怖小說產生興趣、受到史蒂芬·金影響。
三津田信三曾担任出版社的编辑工作，2001年以《恐怖小說家的棲息之處》（ホラー作家の棲む家）宣告出道，开辟了和作家本人同名的小说家“三津田信三”系列，此后主要创作流浪的猎奇小说家“刀城言耶”系列，日益受到日本推理文坛的注目，近年来的作品更几乎囊括了各大排行榜的前席，是公认最具潜力和前途的作家。
除推理小说之外，他的恐怖小说亦有不俗表现。处女作是1994年4月日本光文社出版之《本格推理3 迷宫的杀人犯们》中的《雾之馆》。

## 文學賞受賞、候補歷
- 2008年《首无·作祟之物》第61回日本推理作家協會賞候補、第8回本格推理大賞候補
- 2009年《山魔·嗤笑之物》第9回本格推理大賞候補
- 2010年《水魑·沉没之物》第10回本格推理大賞受賞[3]
- 2011年12月《首无·作祟之物》（简体字版，吉林出版集团有限责任公司）夺得首届华文出版物艺术设计大赛银奖，金奖空缺
- 2013年《幽女·怨怼之物》第66回日本推理作家協會賞候補
- 2019年《碆灵·祭祀之物》第72回日本推理作家協會賞候補、第19回本格推理大賞候補

## 作品一覽
三津田信三的作品主要包括和作家同名的小说家“三津田信三”系列、流浪的猎奇小说家“刀城言耶”系列、“死相学侦探”系列和其他作品。其中最受欢迎的是“刀城言耶”系列。三津田信三的小说里面，民俗、怪谈俯拾皆是，又往往具有封闭环境中的连续杀人事件，风格鲜明异常。

### 三津田信三系列
- 忌館・恐怖小說家的棲息之處（忌館 ホラー作家の棲む家，2001年8月 講談社Novels / 2012年6月 吉林出版集团七曜文库 / 2012年8月 獨步文化）
- 作者不詳: 推理作家的讀本（作者不詳 ミステリ作家の読む本，2002年2月 講談社Novels / 2023年7月 瑞昇文化 / 出版预定 力潮文创千本樱文库（发行）花城出版社（出版））
- 蛇棺葬（蛇棺葬，2003年9月 講談社Novels / 2013年6月 獨步文化）
- 百蛇堂・怪談作家述說的故事（百蛇堂 怪談作家の語る話，2003年12月 講談社Novels / 2013年9月 獨步文化）

### サ行系列
- 避難所・最後的殺人（シェルター 終末の殺人，2004年5月 東京創元社Mystery Frontier）
- Slasher 廢園殺人事件（スラッシャー 廃園の殺人，2007年6月 講談社Novels / 2012年5月 吉林出版集团七曜文库）

### 刀城言耶系列
三津田信三最受欢迎的系列。首作是2006年由日本讲谈社出版的《厌魅·附体之物》，同年又推出该系列第二部作品《凶鳥·忌諱之物》，两部小说都获得了登上侦探小说研究会“2007年本格推理小说BEST10”排行榜的资格，最后结果，前者排名第三，后者则是第二十三名。而次年（2007年）推出的《首无・作祟之物》则表现得更是喜人，非但拿到侦探小说研究会“2008年本格推理小说BEST10”第二名和“2008年最想看推理小说”第三名的佳绩，更登上“《周刊文春》2007年度10大推理小说”和“这本推理小说真厉害・2008年度10大推理小说”的榜单。自是，三津田受到日本推理文坛的高度关注和高度评价，2008年推出的《山魔·嗤笑之物》一举拿下“2009年本格推理小说BEST10”第一名和“2009年度最想看推理小说”第二名，就是最好的证明。至2009年，三津田信三推出了“刀城言耶”系列的第五部长篇小说《水魑·沉没之物》，亦是该系列目前篇幅最长的一部，登场者包括刀城言耶和祖父江偲。2010年5月10日，经过一番激烈的投票表决，《水魑·沉没之物》最终击败文坛前辈绫辻行人的新作《Another》，和另一位小说家歌野晶午所著《密室殺人游戏2.0》共同获得了第10回“本格推理大奖”。（以上几部小说的中文译名，均是中国大陆・吉林出版集团拟定推出该系列时所采用的译名。）
“刀城言耶”系列最大的特点，是民俗学占据重要地位，作者以此成功实现了恐怖小说和推理小说的结合。截至目前，该系列共出版了十部作品，其中《如密室牢籠之物》、《如生靈雙身之物》和《魔偶の如き齎すもの》是短篇集。具体名单如下：
- 如厭魅附身之物/厌魅·附体之物（厭魅の如き憑くもの，2006年2月 原書房Mystery League / 2010年8月 皇冠 / 2011年6月 吉林出版集团七曜文库  / 2024年出版预定 力潮文创千本樱文库（发行）花城出版社（出版））
- 如凶鳥忌諱之物/凶鸟·忌讳之物（凶鳥の如き忌むもの，2006年9月 講談社Novels / 2011年1月 皇冠 / 2011年6月 吉林出版集团七曜文库  / 2023年8月 力潮文创千本樱文库（发行）花城出版社（出版））
- 如無頭作祟之物/首无·作祟之物/如首无作祟之物（首無の如き祟るもの，2007年5月 原書房Mystery League / 2009年10月 皇冠 / 2022年7月 獨步文化 / 2011年6月 吉林出版集团七曜文库 / 2021年8月 力潮文创千本樱文库（发行）文化发展出版社（出版）））
- 如山魔嗤笑之物/山魔·嗤笑之物（山魔の如き嗤うもの，2008年4月 原書房Mystery League / 2010年3月 皇冠 / 2011年12月 吉林出版集团七曜文库 / 2024年出版预定 力潮文创千本樱文库（发行）花城出版社（出版））
- 如密室牢籠之物/密室·自闭之物/如密室自闭之物（密室の如き籠るもの，2009年7月 講談社Novels / 2011年7月 皇冠 / 2013年4月 吉林出版集团七曜文库  / 2023年8月 力潮文创千本樱文库（发行）花城出版社（出版））
  - 收錄作品：首切·撕裂之物（首切の如き裂くもの） / 迷家·蠕动之物（迷家の如き動くもの） / 隙魔·窥视之物（隙魔の如き覗くもの） / 密室·自闭之物（密室の如き籠るもの）
- 如水魑沉没之物/水魑·沉没之物（水魑の如き沈むもの，2009年12月 原書房Mystery League / 2014年7月 吉林出版集团七曜文库 / 2021年8月 力潮文创千本樱文库（发行）文化发展出版社（出版））
- 如生靈雙身之物（生霊の如き重るもの，2011年7月 講談社Novels / 2020年6月 瑞昇文化  / 2024年6月 力潮文创千本樱文库（发行）花城出版社（出版））
  - 收錄作品：如死靈踱步之物（死霊の如き歩くもの） / 如天魔跳躍之物（天魔の如き跳ぶもの） / 如屍蠟滴落之物（屍蝋の如き滴るもの） / 如生靈雙身之物（生霊の如き重るもの） / 如無臉擄掠之物（顔無の如き攫うもの）
- 如幽女怨懟之物（幽女の如き怨むもの，2012年4月 原書房Mystery League / 2019年9月 獨步文化 / 2020年12月 力潮文创千本樱文库（发行）文化发展出版社（出版））
- 如碆靈祭祀之物/如碆灵供祭之物（碆霊の如き祀るもの，2018年6月 原書房Mystery League / 2020年5月 獨步文化 / 2020年12月 力潮文创千本樱文库（发行）文化发展出版社（出版））
- 如魔偶攜來之物/如魔偶招致之物（魔偶の如き齎すもの，2019年7月 講談社 / 2021年11月 瑞昇文化  / 2024年6月 力潮文创千本樱文库（发行）花城出版社（出版））
  - 收錄作品：如妖服割裂之物（妖服の如き切るもの） / 如巫死復甦之物（巫死の如き甦るもの） / 如獸家吸魂之物（獣家の如き吸うもの） / 如魔偶攜來之物（魔偶の如き齎すもの）
- 如忌名獻祭之物（忌名の如き贄るもの，2021年7月 講談社 / 2022年8月 瑞昇文化）

台湾的皇冠出版社推出的本系列之繁体中文版译名可能导致歧义，如《如凶鳥忌諱之物》的原文“凶鳥の如き忌むもの”的意思是“那个被忌讳的东西仿佛是凶鸟”，所以所谓“忌讳之物”就是“凶鸟”本身，但若依照繁体中文版之译法，可能会理解成“好像是被凶鸟所忌讳的东西”之类。

### 死相學偵探系列
- 十三之咒（十三の呪，2008年6月 角川Horror文庫 / 2016年11月 臺灣角川）
- 四隅之魔（四隅の魔，2009年3月 角川Horror文庫 / 2016年12月 臺灣角川）
- 六蠱之軀（六蠱の躯，2010年3月 角川Horror文庫 / 2017年3月 臺灣角川）
- 五骨之刃（五骨の刃，2014年3月 角川Horror文庫 / 2017年5月 臺灣角川）
- 十二之贄（十二の贄，2015年11月 角川Horror文庫 / 2017年8月 臺灣角川）
- 八獄之界（八獄の界，2016年11月 角川Horror文庫 / 2018年3月 臺灣角川）
- 九孔之罠（九孔の罠，2019年12月 角川Horror文庫 / 2020年11月 臺灣角川）
- 最後的案件（死相学探偵最後の事件，2021年1月 角川Horror文庫 / 2021年11月 臺灣角川）

### 家系列
- 禍家（2007年7月 光文社文庫 / 2013年11月 角川Horror文庫 / 2011年8月 吉林出版集团七曜文库）
- 凶宅（2008年9月 光文社文庫 / 2017年11月 角川Horror文庫 / 2012年6月 吉林出版集团七曜文库）
- 魔邸（2017年12月 KADOKAWA / 2020年11月 角川Horror文庫）

### 「幽霊屋敷」怪談系列
- 異聞之家: 每個家都有駭人之物（どこの家にも怖いものはいる，2014年8月 中央公論新社 / 2025年5月 瑞昇文化）
- 拼接之家: 刻意建造忌諱的家而居（わざと忌み家を建てて棲む，2017年7月 中央公論新社 / 2025年9月 瑞昇文化）
- 被帶到不存在的家中（そこに無い家に呼ばれる，2020年7月 中央公論新社）

### 物理波矢多系列
- 黒面之狐（黒面の狐、2016年9月 文藝春秋 / 2019年9月 花城出版社 / 2020年9月 瑞昇文化）
- 白魔之塔（白魔の塔、2019年4月 文藝春秋 / 2022年4月 瑞昇文化 / 酷威文化）
- 赫衣之闇（赫衣の闇、2021年12月 文藝春秋 / 2025年6月 瑞昇文化）

### 五感系列
- 窺伺之眼（のぞきめ，2012年11月 角川書店 / 2016年3月 臺灣角川）
- みみそぎ（2022年11月 KADOKAWA）

### 非系列作品
- 赫眼（赫眼，2009年9月 光文社文庫 / 2013年1月 吉林出版集团七曜文库 / 2014年10月 獨步文化）
  - 收錄作品：赫眼（赫眼） / 怪奇照片作家（怪奇写真作家） / 怪談奇談・四題『一』世家的詛咒（怪談奇談・四題『一』旧家の祟り） / 向下看的房子（見下ろす家） / 怪談奇談・四題『二』原因（怪談奇談・四題『二』原因） / 深夜的電話（よなかのでんわ） / 灰蛾男的恐怖（灰蛾男の恐怖） / 怪談奇談・四題『三』愛犬之死（怪談奇談・四題『三』愛犬の死） / 後小路的町家（後ろ小路の町家） / 怪談奇談・四題『四』咖啡店的客人（怪談奇談・四題『四』喫茶店の客） / 相對鏡地獄（合わせ鏡の地獄） / 以死為貴──死相學偵探（死を以て貴しと為す）
- 災園（2010年9月 光文社文庫）/（改題）子狐們的災園（子狐たちの災園，2022年7月 角川Horror文庫 / 2025年8月 瑞昇文化）
- 七人捉迷藏（七人の鬼ごっこ，2011年3月 光文社／2015年5月 獨步文化）
- 跟來之物（ついてくるもの，2012年9月 講談社Novels）
  - 收錄作品：夢之家（夢の家） / 跟來之物（ついてくるもの） / 合租之怪（ルームシェアの怪） / 祝儀繪（祝儀絵） / 不知情的八幡藪（八幡藪知らず） / 後家的孩子（裏の家の子供） / 椅人·坐落之物（椅人の如き座るもの）－刀城言耶系列
    - 2015年文庫版未收錄「椅人·坐落之物（椅人の如き座るもの）」，改收錄「只擁有百物語（百物語憑け）」
- 某人的家（誰かの家，2015年7月 講談社Novels）
  - 收錄作品：帶來之物（つれていくもの） / 未來先生（あとあとさん） / 娃娃屋之怪（ドールハウスの怪） / 湯治場的客人（湯治場の客） / 參拜御塚（御塚様参り） / 某人的家（誰かの家）
- 怪談錄音帶檔案/怪谈录音带（怪談のテープ起こし，2016年7月 集英社 / 2019年3月 花城出版社 / 2021年1月 瑞昇文化）
- 忌物堂鬼談（2017年9月 講談社Novels / 2024年1月 瑞昇文化 / 2025年 酷威文化）
  - 收錄作品：沙行者（砂歩き） / 背立者（後ろ立ち） / 讒言者（一口告げ） / 攝魂者（霊吸い） / 似而非者（にてひなるもの）
- 犯罪乱歩幻想（2018年9月 KADOKAWA）
  - 收錄作品：閣樓的同居者（屋根裏の同居者） / 過紅的房間（赤過ぎる部屋） / G坡殺人事件（G坂の殺人事件） / 夢遊患者之手（夢遊病者の手） / 魔鏡與旅人（魔鏡と旅する男） / 光頭骷髏的話（骸骨坊主の話） / 影子來了（影が来る）
- 筷子大人（收录于《筷:怪談競演奇物語》，2020年2月 独步文化）
- 逢魔宿り（2020年9月 KADOKAWA）
  - 收錄作品：お籠りの家 / 予告画 / 某施設の夜警 / よびにくるもの / 逢魔宿り
- 行走的亡者：怪民研的紀錄與推理/民俗研究室推理笔记（歩く亡者 怪民研に於ける記録と推理，2023年6月 KADOKAWA / 2024年 北京日报出版社（出版） / 2025年3月 瑞昇文化）
  - 収録作品：行走的亡者（歩く亡者） / 逼近的無頭女（近寄る首無女） / 剖肚的狐鬼與縮小的蟇家（腹を裂く狐鬼と縮む蟇家） / 密室裡的座敷婆（目貼りされる座敷婆） / 佇立的口食女（佇む口食女）

### 單著本未收錄短篇
- 霧屍疸村的惡魔（霧屍疸村の悪魔，早川書房『Mystery Magazine』2013年8月號）

## 外部連結
- 三津田信三 (shinsangenya)的X（前Twitter）
- 三津田信三的Facebook專頁